# Epinephelus marginatus
Cá mú sẫm màu, tên khoa học Epinephelus marginatus, được biết đến nhiều nhất ở Địa Trung Hải và bờ biển Bắc Phi. Nó được cho là có hương vị tốt nhất của tất cả các loài cá Địa Trung Hải.